# Svirlag

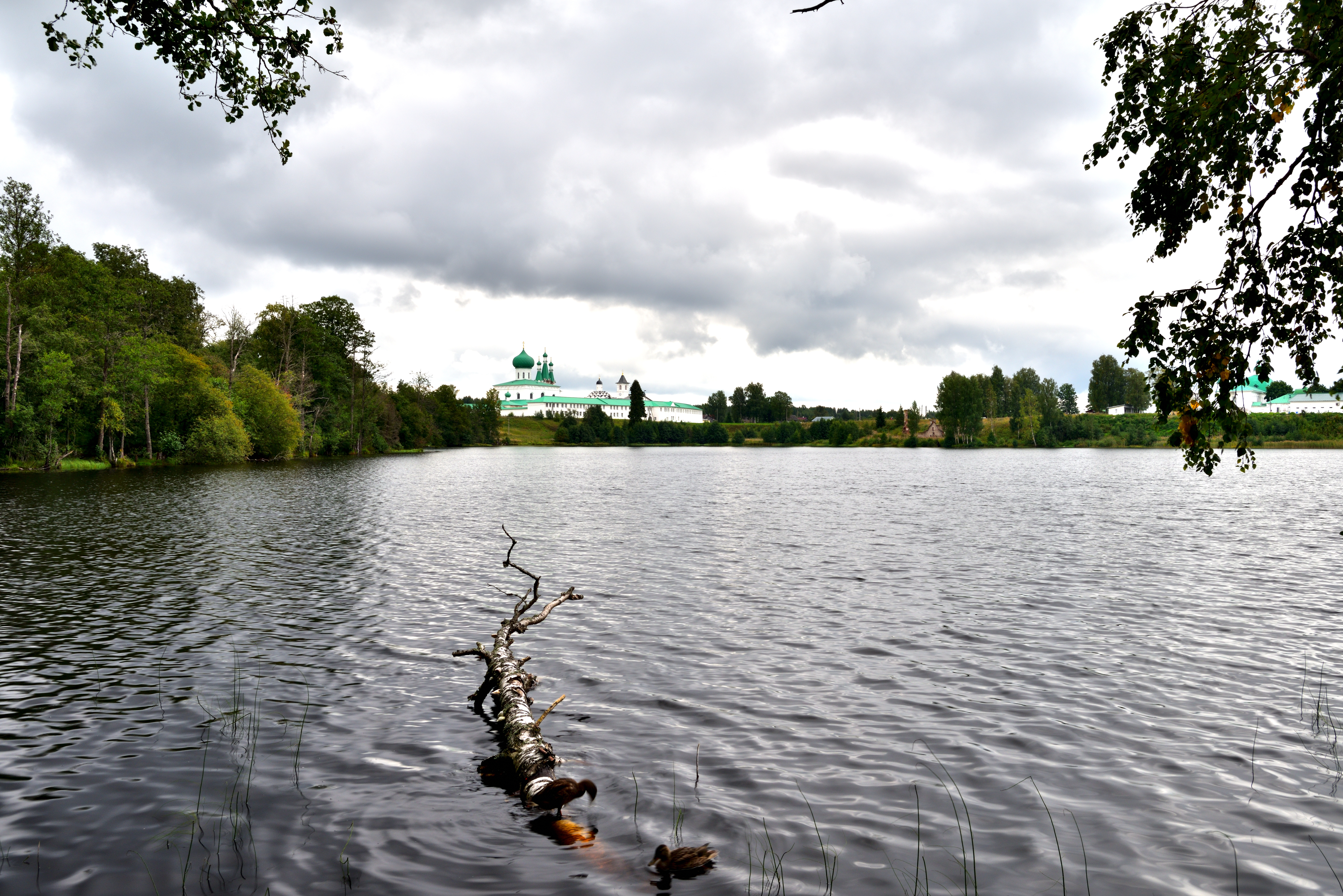
Budovy kláštera Alexandra Svirského u Rošinského jezera

Svirlag neboli Svirský nápravněpracovní tábor (rusky Свирлаг, Свирский концентрационно трудовой лагерь, ИТЛ, v českém přepisu Svirskij ispravitělno-trudovoj lager) představoval skupinu táborů systému gulag, která se nacházela na severu Ruska v Leningradské oblasti v lesích při řece Svir. Hlavní tábor Svirlagu se nacházel v osadě Staraja Sloboda, čtrnáct kilometrů západně od města Lodějnoje Pole, kde sídlila táborová správa. 
Tábor fungoval mezi lety 1931 a 1937, přičemž bylo v jeho komplexu průměrně vězněno přibližně 35 000 lidí, kteří byli nuceni pracovat v místních dřevařských a dřevozpracujících závodech. Dřevo vytěžené a zpracované vězni Svirlagu bylo určeno pro zásobování  Leningradu. Táborem, kde ve 30. letech zahynuly tisíce vězněných, prošel také ruský pravoslavný arcibiskup Avgustin, a popraveni zde byli například ukrajinský spisovatel Julìan Špol či geograf Stepan Rudnyc’kyj. 

## Historie tábora

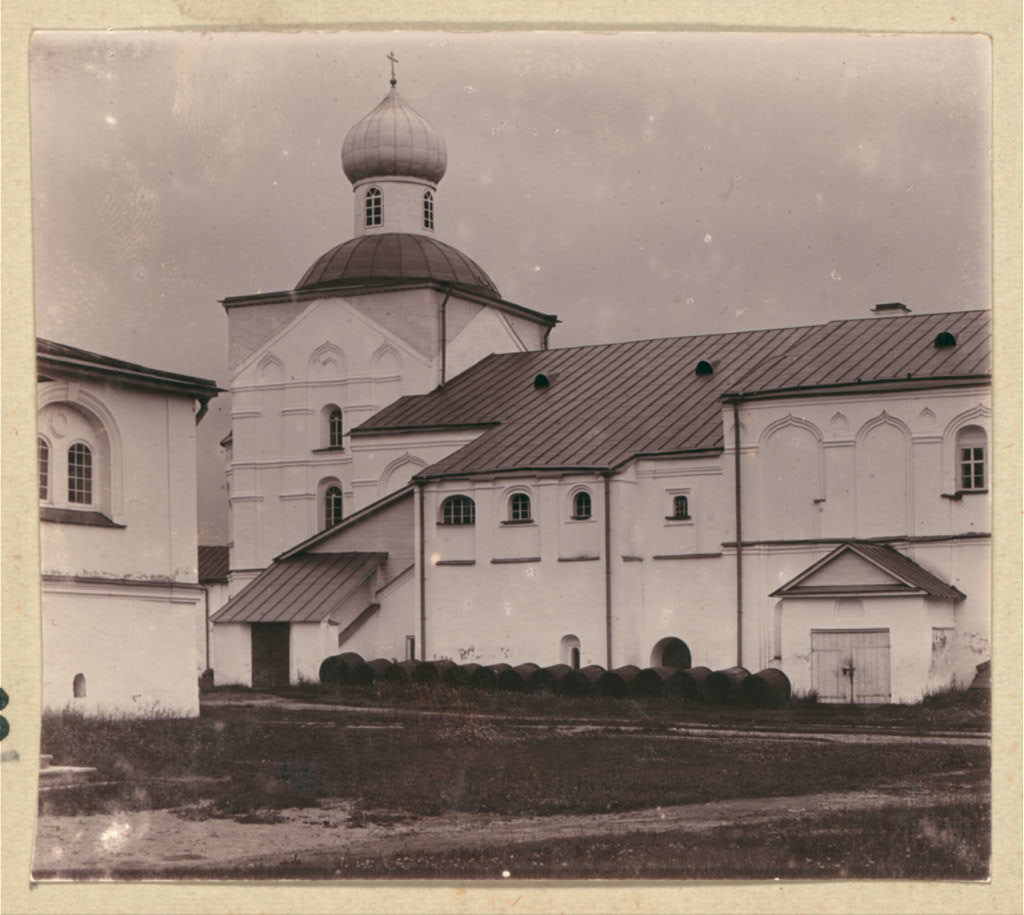
Klášter v roce 1916

Tábor byl zřízen 17. září 1931, kdy byli do lokality severně od řeky Svir přemístěni vězni 9. a 10. dřevařského oddělení Soloveckého tábora. Táborové oddělení sověti umístili do areálu zrušeného mužského svatotrojického kláštera Alexandra Svirského nacházejícího se na březích Rošinského jezera. Osada Staraja Sloboda zde vznikla v polovině třicátých let, kdy se vězni Svirlagu podíleli na stavbě Dolnosvirské vodní elektrárny. Hlavní zaměstnání vězňů Svirlagu ale představovala těžba a zpracování dřeva. Palivové dříví ze Svirlagu zásobovalo Leningrad a jeho okolí.
Zpočátku byl Svirský tábor podřízen Hlavní správě nápravněpracovních táborů Jednotné hlavní politické správy SSSR a od května 1935 jej spravoval Odbor táborů, pracovních usídlení a míst výkonu trestu Správy Lidového komisariátu vnitra SSSR v Leningradské oblasti. V polovině 30. let ukázala kontrola tábora, že jeho provoz je nerentabilní. Kvůli hrozným táborovým podmínkám totiž téměř polovina vězňů nebyla schopna vykonávat těžkou práci při těžbě dřeva. Svirlag byl zrušen po zastavení výroby během léta 1937, načež byli přeživší vězni převedeni do jiných táborů. 
„Svirlag byl chudším táborem i při srovnání s BBK. Normy zásobování byly sníženy do posledního stupně možnosti, až do klinického hladovění všeho táborového obyvatelstva. Tomuto táborovému obyvatelstvu se i kaše dostalo málokdy. Krmili je jenom chlebem, zakvašeným zelím a zapáchajícími rybami. Norma přídělů chleba byla zde ještě o 15% nižší, než v BBK. Pošlá ryba čas od času vyvolávala masová žaludeční onemocnění, produkce tábora klesala až k nule, velitel oddělení dostal tvrdou důtku z Lodějného pole (hlavního města Svirlagské oblasti), nikdy však nemohl na tuto důtku odpověděti argumentem, který by byl hodnověrný, jako třeba ta zapáchající ryba. Tuto páchnoucí rybu zasílalo totiž stejné velitelství, které nyní udělovalo důtku. Kam tedy jít a komu to říci?
 Oddělení posílalo do Lodějného pole ohromné každodenní plachty bulletinu. V jednom z nich byl graf: Trestanci nenastoupivší do práce z důvodů, že nemají obuv, nebo oblek. Na konci února, na žačátku března přišly mrazy a tato cifra na grafu začala katastrofálně soupat. Oděvů a obuvi stále se nedostávalo. Stále vzrůstaly cifry nemocných a zmrzlých a v hrozivém množství objevila se dobrovolná mrzačení se lidí, kteří si dobrovolně usekali prsty u rukou, rozdrtili si lopatami nohy, jenom, aby nemuseli jíti na práci do lesa, kde mnohé očekávalo nelítostné zahynutí."
Úryvek z knihy Rusko za mřížemi spisovatele Ivana Soloneviče, který byl ve Svirlagu vězněn v letech 1933 až 1934.